# آدم
آدم (به عبری: אדם) بر اساس دومین اسطوره آفرینش در سفر پیدایش در تورات، اولین انسان بود. یهوه او را خلق کرد تا نگهبان باغ عدن باشد اما آدم با وسوسهٔ مار و حوا از میوهٔ درخت معرفت خورد و بینا و آگاه شد؛ پس خدا که می‌ترسید آدم از میوهٔ درخت حیات هم بخورد و جاودان شود، او را به زمین فرستاد. داستان آدم و حوا با یافته‌های علمی در تضاد است؛ زیرا نسل بشر به یک زن و شوهر واحد نمی‌رسد. پیروان ادیان ابراهیمی همچون یهودیان، مسیحیان و مسلمانان، آدم را اولین انسان محسوب می‌کنند. داستان او در قرآن نیز روایت شده است.
در سفر پیدایش دو روایت متضاد دربارهٔ نحوه خلقت وجود دارد و آدم شخصیتی در روایت دوم است. به گفتهٔ این داستان، خدا بعد از شکل‌دادن به زمین و آسمان‌ها، با استفاده از گِل آدم را آفرید تا نگهبان باغ عدن باشد. او در باغ آزاد بود که از میوهٔ همه درختان بخورد، غیر از درخت معرفت زیرا خدا به او گفته بود می‌تواند باعث مرگش شود. آدم نتوانست میان حیوانات باغ برای خودش همنشینی پیدا کند و به همین دلیل، خدا از دنده او زن را آفرید. در ادامه، زن توسط مار برای خوردن از میوه درخت معرفت وسوسه شد و خود از آن درخت خورد و به آدم هم داد. در اثر خوردن از میوهٔ درخت معرفت، چشمان آدم و زن باز شد، به نیک و بد آگاه شدند و پی به برهنگی خود بردند؛ پس خود را با برگ درخت انجیر پوشاندند. وقتی خدا بازگشت، آدم و زن پنهان شدند زیرا می‌دانستند از حدود تعیین‌شده تجاوز کرده‌اند. خدا از آن‌ها پرسید «کجا هستید؟» و آدم پاسخ داد «صدای تو را در باغ شنیدم و از ترس پنهان شدم، زیرا برهنه هستم.» خدا از پاسخ او متوجه شد که از میوهٔ درخت ممنوع خورده‌اند.
بعد از اینکه خدا از جزئیات ماجرا آگاه شد مار، زن و آدم را نفرین کرد؛ نفرین آدم کار سخت بر روی مزرعه بود. خدا همچنین بیم داشت آدم از میوه درخت حیات هم بخورد و جاودان شود. پس او را به زمین فرستاد و کروبی‌ها را با شمشیر آتش‌بار جانشینش کرد تا از درخت حیات محافظت کنند. در زمین، آدم زن را حوا نامید و با او آمیزش کرد و آنان صاحب دو پسر به نام‌های هابیل و قائن شدند. نهایتاً، از آمیزش پسران خدا و دختران آدمیان نژادی به نام نفیلیم به وجود آمد.
تأثیرات دیگر افسانه‌های آفرینش خاورمیانه‌ای بر داستان خلقت آدم مشهود است. عناصری مثل به وجود آمدن انسان از گل یا خلقت او برای انجام کارهای خدایان، مضامینی مشترک در این داستان‌هاست. نویسندگان تورات در نوشتن داستان آدم از مطالب افسانه‌های آفرینش دیگر، به خصوص داستان‌های مصری و بین‌النهرینی، بهره برده‌اند اما قصهٔ آدم جهان‌بینی متفاوتی با آن داستان‌ها دارد. سفر پیدایش، کتاب اول تورات که حاوی داستان آدم است، در دورهٔ هخامنشی نوشته شده اما اقلیت قابل توجهی از محققان اعتقاد دارند بخش‌های مربوط به آدم متعلق به دورهٔ متأخرتری از سایر قسمت‌های این کتاب است، زیرا در سایر بخش‌های تنخ فقط یک بار به آدم اشاره شده است. اگرچه داستانِ آدم در اعتقادات دینی روایت «سقوط انسان» محسوب می‌شود، اما به عقیدهٔ رنزبرگ، این قصه بیشتر روایت صعود ناتمام انسان به خدایی است. مسیحیان عیسی را «آدم آخر» یا «آدم دوم» می‌دانند و در اعتقاد مسلمانان، آدم اولین پیامبر محسوب می‌شود.

## پیرامون واژه
ریشه واژه عبری اَدم روشن نیست. شکل مؤنث کلمه (اَدَمَه) به معنای «زمین» یا «خاک» است و آن‌گونه که در باب دوم سفر پیدایش اشکال مؤنث و مذکر کلمه در کنار یکدیگر قرار گرفته‌اند، نشان می‌دهد که آدم به معنای «زمینی» است اما نمی‌توان این فرضیه را قطعی دانست. אדם (‎'dm) که ریشه واژه آدم است، با نام رنگ قرمز در زبان عبری، ارتباط دارد و می‌تواند به رنگ خاکی که آدم از آن ساخته شد یا سرخ‌گونی پوست انسان اشاره داشته باشد. در زبان اکدی، از زبان‌های سامی دیگر، اَدَمو به معنای خون و اَدَمَتو به معنای خون سیاه بوده است. در زبان‌های عربستانی جنوبی باستان که از دسته زبان‌های سامی غربی بوده‌اند، ‎'dm به معنای رعیت به کار برده می‌شد و وجود نام‌های شخصی چون «عبد ادم» می‌تواند نشان دهد خدایی به این نام وجود داشته است. در تنخ «آدم» علاوه بر نام یک شخصیت، به تمام انسان‌ها نیز اطلاق شده و در دیگر زبان‌های سامی شمال‌غربی مثل فنیقی و اوگاریتی نیز به همین معنی به کار می‌رفته است. در زبان اوگاریتی به ال، خدای بزرگ کنعان، «اَب اَدم» (پدر بشر) گفته می‌شد. استفاده از کلمه «قرمز» برای اشاره به انسان ظاهراً محدود به زبان‌های سامی شمال غربی بوده زیرا در زبان اکدی کلمه متفاوتی به کار می‌رفته است.

## روایت کتاب مقدس

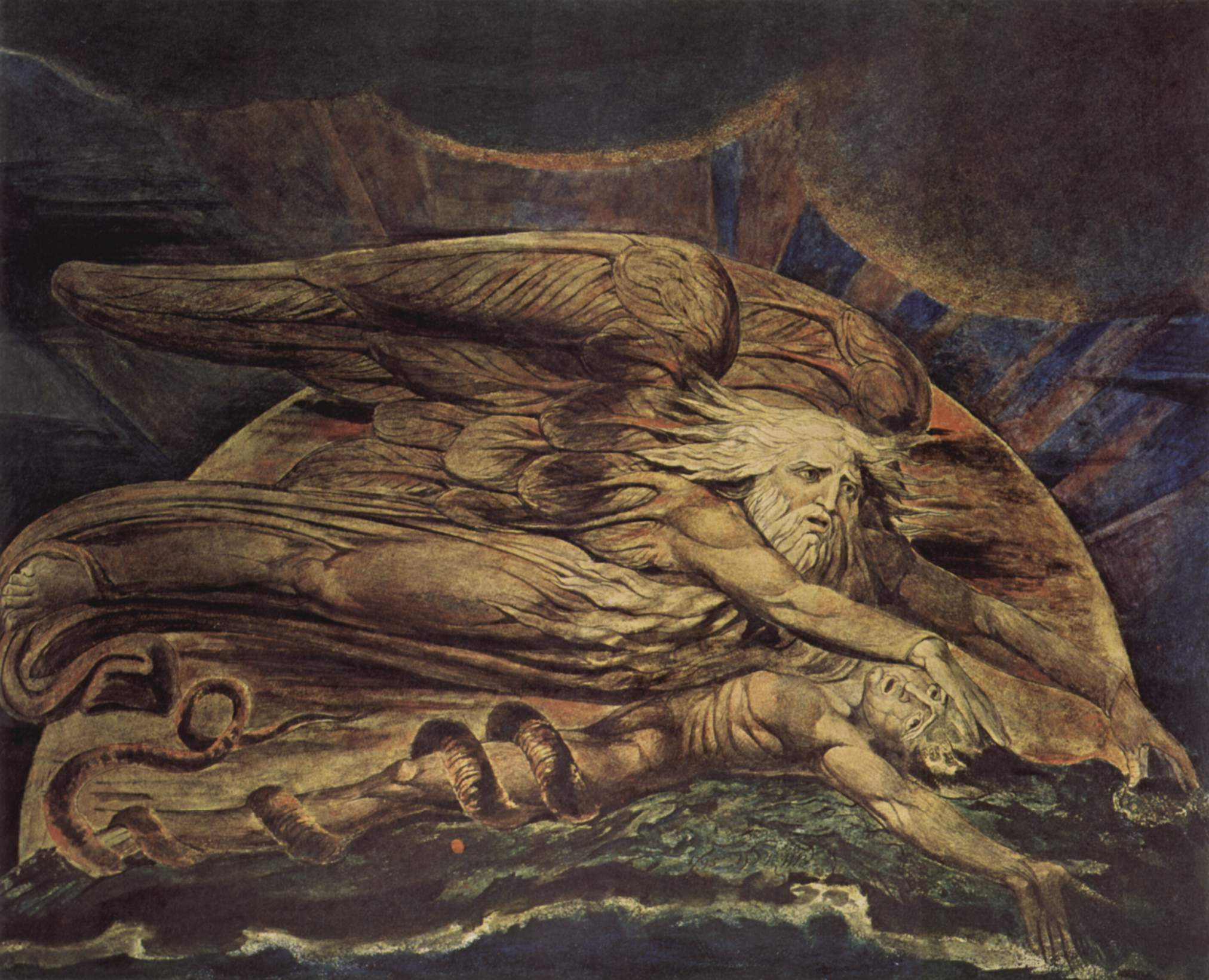
و الوهیم آدم را آفرید، از ویلیام بلیک

داستان آفرینش جهان و سرگذشت آدم در تنخ در باب‌های ۱ تا ۵ سفر پیدایش روایت شده است. سفر پیدایش اولین کتاب از پنج کتاب تورات و به‌طور کلی اولین کتاب در مجموعه کتاب مقدس است. در نظر اکثر پژوهشگران، سفر پیدایش در دوره هخامنشی (۵۵۰ – ۳۳۰ قبل از میلاد) نوشته شده است. با این وجود، از آنجا که در دیگر بخش‌های تنخ هیچ اشاره‌ای به آدم نشده، اقلیت قابل توجهی از محققان اعتقاد دارند که یازده باب ابتدایی سفر پیدایش (از آفرینش تا پایان طوفان) محصول دوره‌ای متاخرتر است و احتمالاً به قرن سوم قبل از میلاد تعلق دارد.
در کتاب مقدس چند افسانه آفرینش مختلف وجود دارد. باب ۱ پیدایش، باب ۲ پیدایش، باب ۷۴ مزامیر (زبور)، باب ۵۱ اشعیا، باب ۸ امثال سلیمان، بخش‌های مختلف سفر ایوب و موارد دیگر هر کدام آن را به شیوه متفاوتی روایت کرده‌اند. آفرینش در سفر پیدایش به دو شیوه متضاد بازگو شده است. بر اساس فرضیه مستند که دربارهٔ منابع قدیمی‌تر استفاده شده توسط نویسندگان تورات است، داستان اول ریشه در منبع پی و داستان دوم ریشه در منبع جی دارد. در روایت اول که در باب نخست وجود دارد، آفریننده الوهیم نامیده شده است. در روایت دوم، آفریدگار «یهوه الوهیم» نام دارد. در آغاز روایت الوهیمی، زمین خالی و شکل‌نگرفته و مملو از آب‌های خروشان بود. با ندای الهی زندگی و لازمه‌های آن به وجود آمد؛ روشنایی، گنبدی برای جداسازی آب‌های زیر آسمان و بالای آسمان، سپس خشکی و گیاهان و در نهایت موجودات که با آفرینش آدم‌ها در «تصویر الوهیم» به پایان می‌رسد. این اتفاقات هر کدام در یک روز و مجموعاً در شش روز اتفاق می‌افتد؛ در روز هفتم خدا که از آنچه آفریده شده خشنود است، کار را کنار می‌گذارد و استراحت می‌کند؛ یهودیان معتقدند شبات در همین مسئله ریشه دارد. آفرینش آدم‌ها با آفرینش دیگر آفریده‌ها فرق می‌کند. در دیگر موارد، مثلاً آفرینش روشنایی، الوهیم می‌گوید «روشنایی باشد» و روشنایی به وجود می‌آید اما در آفرینش آدم‌ها، او می‌گوید «می‌خواهیم آدم‌ها را بسازیم.» آدم‌ها در آغاز نر و ماده هستند و زمین برای آن‌ها آفریده شده تا در آن زندگی کنند و بر آن سلطه داشته باشند. در روایت گفته می‌شود که خدا انسان را در تصویر خودش آفرید که نمونه‌های مشابه آن در ادبیات سیاسی خاورمیانه باستان یافت شده است و در واقع مفهومی سلطنتی است؛ پادشاهان خاورمیانه «تصویر خدای اعظم» بر روی زمین بودند و در روایت آفرینش گفته می‌شود که انسان حاکم زمین خواهد بود. همچنین به نظر می‌رسد استفاده از ضمیر جمع (بسازیم) خطاب به خدایان کوچک‌تر حاضر در محضر الهی است. الوهیم به انسان‌ها امر می‌کند که فقط گیاه بخورند.
بعد از آیه‌ای کوتاه (۲:۴) که دو قصه را به یکدیگر متصل می‌کند، دومین قصه آفرینش آدم بازگو شده است. قصه دوم داستانی عامیانه است و تمرکز آن بر شخصیت‌های داستان و دو راهی‌هایی است که پیش روی آن‌ها قرار می‌گیرد. این قصه فضایی زمینی دارد و از نظر ادبی با داستان قبلی متفاوت است. مطابق این روایت، روزی که یهوه الوهیم زمین و آسمان‌ها را آفرید، هیچ گیاهی در زمین وجود نداشت زیرا هنوز باران نباریده بود و انسانی هم در زمین نبود. در نتیجه، یهوه الوهیم با استفاده از گِل زمین انسانی (عبری: ادم) بساخت و نفس حیات را در او دمید و او به موجود زنده‌ای تبدیل شد. آدم روایت دوم جایگاهی پست‌تر از آدم روایت اول دارد؛ او در «تصویر خدا» خلق نشده، بلکه از «گِل زمین» درست شده است. هدف یهوه الوهیم از آفرینش آدم، این بود که او نگهبان باغ عدن باشد. در افسانه‌های بین‌النهرینی نیز به خلق انسان برای انجام کارهای خدایان اشاره شده است.
آدم اجازه داشت از همه درخت‌ها بخورد، غیر از درخت معرفت زیرا خدا گفته بود خوردن از آن باعث مرگش خواهد شد. خوردنی‌هایی از این قبیل نیز در افسانه‌های یونانی و بین‌النهرینی وجود دارد. همچنین خدا انسان را فقط از میوه یک درخت (درخت معرفت) محروم کرد و به نظر منظور این است که او شانس خوردن میوه درخت زندگی و جاودانگی را نیز داشت. بدیهی است که داستان‌پرداز محدودیت خوردن میوه را وضع کرده تا در ادامه توسط انسان زیر پا گذاشته شود. آدم نتوانست میان حیوانات باغ عدن برای خودش همنشینی پیدا کند و نتیجتاً، یهوه الوهیم با استفاده از یکی از دنده‌های او زنی خلق کرد که همنشین آدم شد. خدای داستان دوم شخصیتی انسان‌انگاشته‌شده و جایزالخطاست؛ او در تلاش اول خود برای یافتن همنشینی برای آدم شکست می‌خورد و مجبور می‌شود زن را خلق کند. منظور داستان از «خلق زن از دنده مرد» در واقع ارائه توضیحی برای انگیزه رابطه جنسی است؛ بدین طریق، جدایی که در آغاز میان دو جنس به وجود آمده از بین می‌رود. همچنین «دنده» و «زندگی» در زبان سومری جناس هستند و کلمه «تی» برای هر دو به کار می‌رفته که ریشه سومری داستان را نشان می‌دهد.

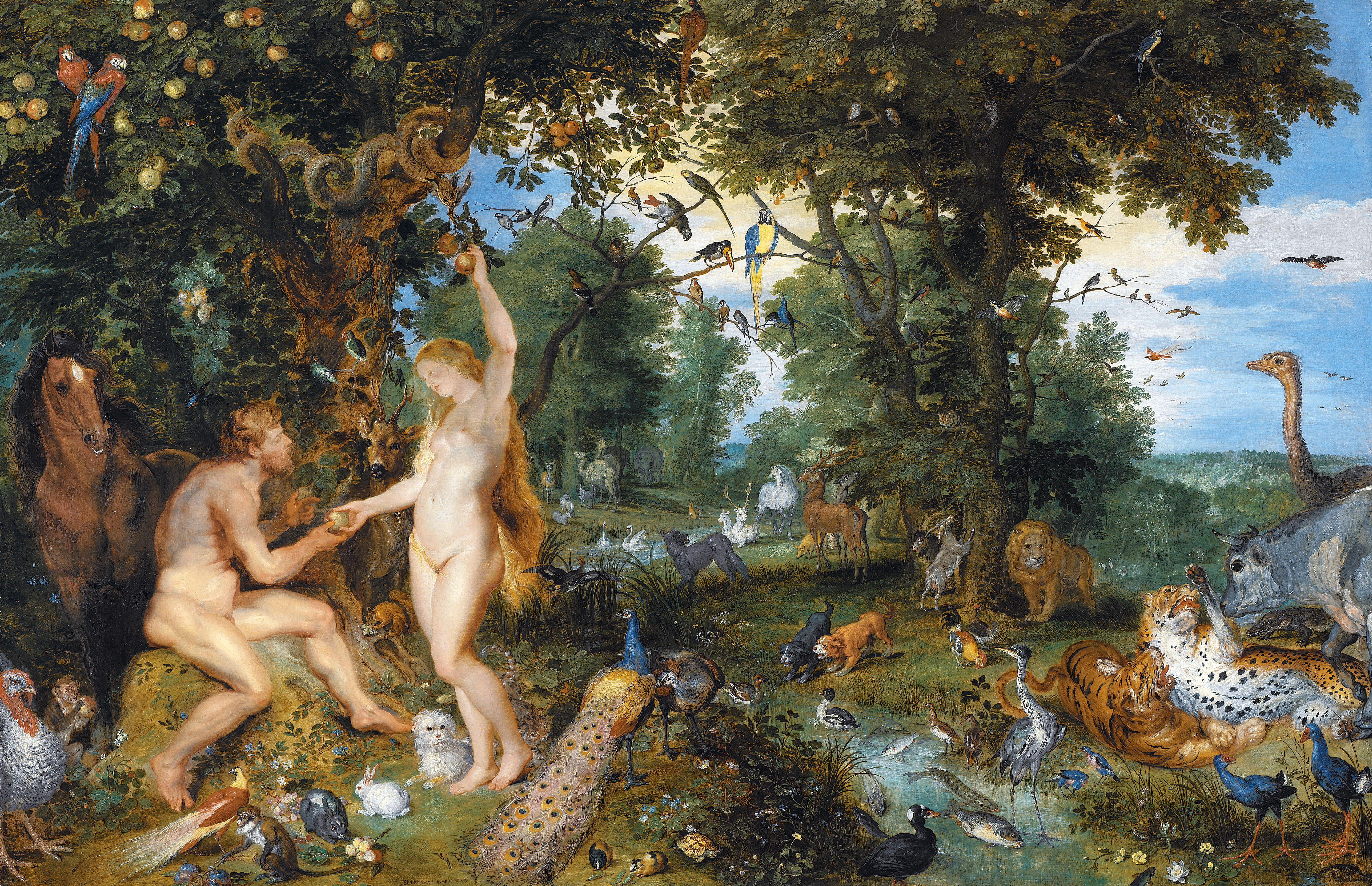
نگاره‌ای از گناه آدم و حوا

کمال باغ عدن با حضور مار در قصه، از بین رفت؛ مار از همه حیوانات هوشیارتر بود (که نشان می‌دهد او فقط یک حیوان محسوب شده، نه شیطان یا موجودی دیگر). مار زن را قانع کرد که از درخت معرفت بخورد و او نیز چنین کرد و به شوهرش هم داد. وقتی خوردند، چشمانشان باز شد و متوجه شدند که لخت هستند. پس با استفاده از برگ انجیر برای خودشان لباسی دوختند. آدم و زن همچنین متوجه شدند که با خوردن از میوه درخت معرفت، از حدودی که خدا تعیین کرده تجاوز کرده‌اند؛ در نتیجه وقتی صدای آواز خدا که میان درختان باغ می‌خرامید را شنیدند، خود را پنهان کردند. خدا که آمد، از آدم پرسید «کجا هستی؟» آدم پاسخ داد: «چون فهمیدم می‌آیی، خود را پنهان ساختم زیرا لخت هستم.» پس خدا متوجه شد که آدم و زن از درخت معرفت خورده‌اند و به او گفت: «چه کسی به تو اطلاع داد که لخت هستی؟ آیا از درختی که گفتم نخوری، خوردی؟» آدم تقصیر را به گردن «این زنی که ساختی» انداخت. خدا از زن پرسید «این چه کاری بود که کردی؟» و زن نیز مار را مقصر دانست. در نتیجه، خدا هر سه را نفرین کرد؛ مار بر شکمش راه خواهد رفت، زن تابع شوهرش خواهد بود و درد زاییدن را تحمل خواهد کرد و آدم «به عرق پیشانی‌اش نان خواهد خورد، زیرا او از خاک است و به خاک برخواهد گشت.»
آدم زن را «حوا» (زندگی) نامید. خدا با پوست برای آن‌ها لباسی دوخت و سپس گفت: «حال انسان هم یکی از ما شده و به نیک و بد آگاه است.» پس برای اینکه انسان نتواند از درخت حیات هم بخورد و تا ابد زنده بماند، او را از باغ عدن بیرون کرد. خدا همچنین کروبی‌ها را با شمشیر آتش‌بار در شرق باغ عدن ساکن کرد تا موجود دیگری به درخت حیات نزدیک نشود. به عقیدهٔ رنزبرگ، این داستان روایت «سقوط انسان» نیست بلکه بیشتر روایت صعود ناتمام انسان به خدایی است. در بخش‌های باقی‌مانده تا داستان نوح (۴:۱ تا ۶:۴) به‌طور کلی دو مسئله روایت شده؛ گسترش جمعیت و پیدایش تمدن و گسترش و شکل‌گیری گناه. دو شجره‌نامه در باب‌های ۴ و ۵ وجود دارد که یکی زیاد شدن انسان‌ها از نسل قائن را توضیح می‌دهد و دیگری شجره‌نامه آدم تا نوح را نقل کرده است. یکی از اهداف نقل این شجره‌نامه‌ها رساندن نسل اسرائیلیان به نقطه آغاز بشریت است.
وقتی آدم و حوا به زمین رسیدند، با یکدیگر رابطه جنسی داشتند و قائن متولد شد. حوا مدت کوتاهی بعد هابیل را نیز زایید. قائن کشاورز و هابیل چوپان شد. یهوه (خدای داستان از اینجا به بعد یهوه الوهیم نامیده نمی‌شود) بدون هیچ دلیل مشخصی، هدیه هابیل را پذیرفت اما هدیه قائن را نه. در نتیجه، قائن از روی عصبانیت برادرش را کشت. یهوه به عنوان مجازات او را از زراعت محروم کرد و قائن آواره شد. این بخش در واقع ادامه همان روند گناهی است که در باغ عدن آغاز شده بود. داستان هابیل و قائن همچنین شبیه به قصه‌ای سومری است که در آن تموز (خدای چوپانان) با انکیمدو (خدای زراعت) درگیر می‌شود تا بتواند توجه اینانا (ایزدبانوی عشق و رابطه جنسی) را جلب کند و او را به زنی بگیرد. مدتی بعد از قتل هابیل، شیث متولد شد. نهایتاً از آمیزش پسران خدا و دختران آدمیان نژادی به نام نفیلیم به وجود آمد. سفر پیدایش به سرانجام آدم و حوا اشاره‌ای نکرده است.

## دیدگاه علمی
آنچه نویسندگان داستان آدم و حوا دربارهٔ به وجود آمدن بشر گفته‌اند، با آنچه علم می‌گوید، بسیار متفاوت است. نسل بشر به یک زن و شوهر واحد نمی‌رسد؛ در واقع یافته‌های علمی نشان می‌دهد جمعیت آغازین انسان‌ها بیش از هزاران نفر بوده‌اند. نتایج تحقیقات پروژه ژنوم انسان هیچ شک علمی باقی نگذاشته که انسان‌ها و نخستی‌سانان دارای اجداد مشترکی هستند و انسان‌های کنونی از دیگر انسانیان تکامل یافته‌اند. همچنین، دیرینگی حیات بر روی زمین، برخلاف این داستان که آن را شش هزار سال می‌داند، میلیاردها سال است.
در علم ژنتیک نزدیک‌ترین نیای مشترک پدری انسان‌ها اصطلاحاً «آدم کروموزوم Y» نامیده شده که البته ارتباطی با آدمِ ادیان ابراهیمی ندارد. این فرد که نسل تمام انسان‌های فعلی از طریق پدر به او می‌رسد، حدوداً ۲۰۰٬۰۰۰ تا ۳۰۰٬۰۰۰ سال قبل زیسته است. نزدیک‌ترین نیای مشترک مادری هم «حوای میتوکندریایی» نام داده شده و ۱۵۰٬۰۰۰ سال پیش زندگی کرده است. این‌ها در یک بازه زمانی نزیسته‌اند، هرگز با هم ملاقات نکرده‌اند و تنها انسان‌های زمان خودشان نبوده‌اند. نسل سایر انسان‌های معاصر اینان هم می‌تواند در حال حاضر میان انسان‌های فعلی وجود داشته باشد. همچنین، آدم کروموزوم Y و حوای میتوکندریایی افراد ثابتی نیستند و همین افراد هم «آدم کروموزوم Y» و «حوای میتوکندریایی» خودشان را داشته‌اند.
فرگشت مسبب برانگیخته‌شدن واکنش‌های تند و تیزی از سوی آنان که تصور می‌کردند گونه‌ها طی شش روز آفرینش به وجود آمده‌اند و از آغاز به همین شکل بودند و خواهند بود، شده است. مخالفان اصلی این نظریه، دین‌دارانی هستند که فکر می‌کنند داستان پیدایش تاریخی است. این مسئله به خصوص بین مسیحیان انجیلی در آمریکا داغ است و استفاده از داستان آدم و حوا برای رد ادیان توسط «خداناباوران نو» نظیر ریچارد داوکینز بر آتش بحث‌ها افزوده است. به‌طور کلی، این سؤال برای باورمندان پیش آمده که اگر آدم و حوا انسان‌های واقعی نبوده‌اند، پس آیا کتاب مقدس صحیح است؟ یکی از جواب‌هایی که گروهی از مسیحیان برای این پرسش مطرح کرده‌اند این است باید داستان آدم و حوا به صورت استعاری خوانده شود و از واقعی دانستن آن اجتناب گردد.

## اساطیر مرتبط
افسانه‌های متعددی در خاور نزدیک باستان دربارهٔ نحوه به وجود آمدن هستی و بشریت رایج بوده است؛ به عنوان مثال، مصری‌ها چندین داستان آفرینش مختلف داشته‌اند. نویسندگان کتاب مقدس در تهیه داستان آدم و حوا، از افسانه‌ها، قصه‌ها و مطالب ادبی موجود در خاور نزدیک استفاده کرده‌اند. افسانه آفرینش اسرائیلی در جزئیات شباهت‌های به خصوصی با دیگر افسانه‌های آفرینش خاور نزدیک دارد؛ با این حال در جهان‌بینی و برداشت از مفاهیم «خدا» و «بشریت» تفاوت‌هایی میان آنان دیده می‌شود.

### مصر
در قدیمی‌ترین افسانه آفرینش مصری، جهان در آغاز تهی، مملو از آب و شکل‌داده‌نشده بود. وقتی آب‌ها پایین‌تر رفتند، اولین خشکی‌ها پدیدار شدند. آتوم، خدای آفریدگار، در اولین جزیره همه جانداران و چیزها را به وجود آورد. دربارهٔ نحوه آفرینش توسط او روایت‌های مختلفی وجود دارد. در یکی از این روایت‌ها، او خودارضایی کرد (چون نر بود و جفتی هم نداشت) و منی‌اش را در دهان خودش ریخت. با تف کردن منی، شو و تفنوت به وجود آمدند و آنان نسل بشر را پدید آوردند.
| آفرینش توسط آتوم                                           | آفرینش آدم و حوا                                            |
| ---------------------------------------------------------- | ----------------------------------------------------------- |
| آسمان و زمینی وجود نداشت                                   | زمین شکل‌نگرفته و تاریک بود (۱:۲)                            |
| هیچ موجود زنده‌ای نبود                                      | هیچ گیاهی نروییده بود زیرا آدمی نبود که در زمین بکارد (۲:۵) |
| با دستان خودم خودارضایی کردم. منی‌ام را در دهان خودم ریختم. | خدا در آدم نفس حیات دمید (۲:۷)                              |
| من خزندگان، کرم‌ها و حشرات را آفریدم.                       | و خدا گفت «زمین همه نوع جانوران را به وجود آوَرَد.» (۱:۲۴)    |

داستان آفرینش مشابه دیگری هم در مصر باستان رایج بوده است. این داستان که به دومین روایت آفرینش در سفر پیدایش شبیه است، مربوط به هزاره سوم قبل از میلاد و دربارهٔ آفرینش توسط پتاح، خدای شهر ممفیس است. پتاح که قلب و زبان بود، جهان را در ذهن خود تصور کرد و به آن دستور داد که موجود شود. پتاح از ساخته خود «خشنود» شد که مشابه «استراحت» الوهیم در داستان پیدایش است.

### بین‌النهرین
در حماسهٔ آترا-هاسیس انسان از گِل خلق می‌شود. این داستان مربوط به قرن ۱۹ قبل از میلاد است و در آن، آسمان تحت حکومت آنو، زمین تحت حکومت انلیل و آب‌ها تحت سلطه انکی هستند. انلیل خدایان کوچک‌تر را به زراعت واداشته بود اما بعد از ۴۰ سال آنان دیگر حاضر نشدند کار کنند. نتیجتاً، انکی پیشنهاد کرد که انسان‌ها خلق شوند. پس مامی، یکی از ایزدبانوان، گل را خون وی (خدای زیرزمین) و بزاق ترکیب کرد و انسان‌ها را به وجود آورد. ادامه داستان شبیه قصه نوح است زیرا به دلیل سر و صدای زیاد آدمیان، خدایان طوفانی می‌فرستند تا آنان را نابود کنند اما یکی از انسان‌ها قایقی می‌سازد و نجات پیدا می‌کند.
انوما الیش معروف‌ترین قصه آفرینش بابلی است که قدیمی‌ترین نسخه آن به ۱۷۰۰ سال قبل از میلاد تعلق دارد. به گفته این روایت، قبل از شکل‌گیری آسمان و زمین دو اقیانوس آب‌شیرین و آب‌شور وجود داشتند. آب‌شیرین که نر بود آبزو و آب‌شور که ماده بود تیامات نام داشت. از ترکیب آب این دو اقیانوس، خدایان به وجود آمدند. مانند باب اول کتاب پیدایش، اینجا نیز آب نشانه اعصار اولیه است. در ادامه داستان، به دلیل رابطه جنسی خدایان جدیدتری به وجود می‌آیند. اینان سر و صدای بسیار درست کردند و آبزو تصمیم گرفت آنان را براند. ائا که میان خدایان جدید خردمندتر بود، از نقشه او خبردار شد و آبزو را کشت. تیامات قصد کرد انتقام شوهرش را بگیرد و خدایان دیگر برای جلوگیری از این کار، مردوک را پادشاه خودشان کردند تا با او مبارزه کند. تیامات و مردوک در میدان نبرد روبرو شدند و مردوک او را کشت. سپس انسان‌ها خلق شدند تا کارهای خدایان که خود خسته بودند را انجام دهند. شباهت اصلی میان انوما الیش و باب اول پیدایش، تقابل نظم و آشوب است که در زیر پوسته متن سفر پیدایش وجود دارد. همچنین نشان می‌دهد که آفرینش جهان در این اسطوره در اثر یک نبرد اتفاق افتاده است و می‌تواند مشخص کند چرا یهوه در مزامیر پادشاه جهان نامیده شده و بر تختی در بالای آب‌ها نشسته است. برخلاف داستان بابلی، داستان عبری تنها یک خدا (الوهیم) دارد که با مطیع‌کردن آب‌ها حیات را آغاز می‌کند.

### اوگاریت
در داستان اوگاریتی، بعل که خدای طوفان است با هدف تحکیم پادشاهی‌اش، خدایان آب‌ها و زیرزمین (یم و موت) را شکست می‌دهد و جایگزین ال می‌شود. این داستان به قرن چهاردهم قبل از میلاد تعلق دارد. احتمالاً بادی که در ۱:۲ در روایت پیدایش می‌وزد، با بادی که بعل برای شکست‌دادن خدای دریا به کار گرفت مرتبط است. می‌توان باب اول سفر پیدایش را نسخه کمتر اسطوره‌ای داستان کنعانی محسوب کرد.

## در ادیان

### یهودیت

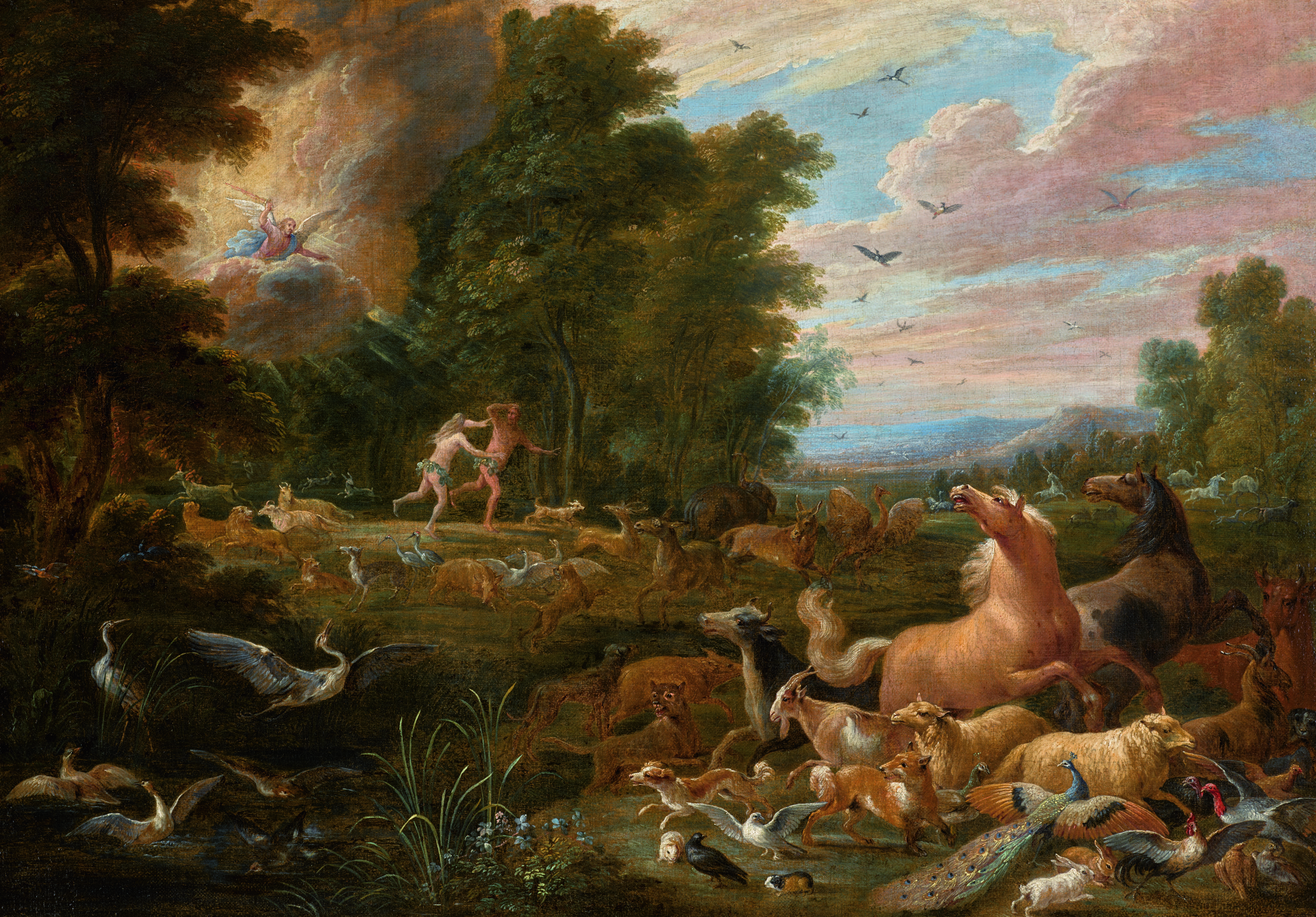
بیرون شدن آدم و حوا از باغ عدن

به گفته آگادا، آدم از ترکیب آب و گِل خلق شد. در اساطیر یونانی نیز پرومته مردان و هفائستوس زنان را از ترکیب آب و گل شکل می‌دهند. نویسندگان آگادایی اشاره کرده‌اند که مترجمان کتاب مقدس «می‌خواهیم» (جمع) که در آیه ۱:۲۶ سفر پیدایش به کار رفته را به «می‌خواهم» (مفرد) تغییر داده‌اند تا برداشت نشود که چند خدا آدم را خلق کرده‌اند؛ با این حال، در هفتادگانی، ترجمه یونانی کتاب مقدس، نیز چنین تغییری یافت نمی‌شود و «می‌خواهیم» به کار رفته است. آگادا نویسان همچنین تلاش کرده‌اند از انسان‌انگاشته‌شدن خدای آفریننده آدم جلوگیری کنند؛ مثلاً در توضیح «در تصویر خودمان خلق کردیم» نوشته‌اند منظور این است که آدم «با جاه خالقش» آفریده شد.
بر اساس تفسیر ربانی پیدایش، در ترتیب آفرینش هر چیز بر آفریدهِ قبلی سروری دارد و آدم پس از همه آفریده شد تا بر همه آفریدگان سلطه داشته باشد. یک تفسیر دیگر آن است که او بعد از سایر مخلوقات آفریده شد تا «همه چیز از همان آغاز برایش آماده باشد.» و این را به امپراتوری که قصری می‌سازد و وقتی همه چیز آماده شد، مهمانانش را دعوت می‌کند، تشبیه کرده‌اند. البته نظر متفاوتی هم وجود دارد؛ آدم آخر آمد تا به او گفته شود «پشه قبل از تو خلق شد.» تفسیر ربانی پیدایش همچنین می‌گوید آدم تنها آفریده‌ای است که مثل فرشتگان توانایی صاف ایستادن را دارد. او و حوا در زمان خلقت بیست ساله بودند. در واقع، تفسیر ربانی سفر اعداد می‌گوید همه مخلوقات، شامل آدم، خورشید، ماه و غیره، در زمان خلق شدن بالغ بودند. فیلون و گروهی از متفکران یونانی و رومی نیز نظر مشابهی داشتند. تالس، فیلسوف یونانی و معروف به «پدر فلاسفه»، معتقد بود: «هر چه هست، زیباست چون اثر الهی است.» به همین ترتیب، فیلون آدم را «مخلوقی کامل» می‌یافت. نویسندگان آگادا نیز بسیار دربارهٔ زیبایی آدم نوشته‌اند: «او از خورشید مجلل‌تر بود، زیرا صورت آدم برای خدمت به خدا آفریده شده بود، اما خورشید برای خدمت به بشر.»
به گفته ربی‌ها، آدم به عنوان یک نرماده خلق شد. آفرینش در روز اول تیشری و آغاز سال نو روی داد و همان روز هم از باغ عدن به زمین فرستاده شد. در ساعت اول روز گل او را آوردند و در چهارمین ساعت در او حیات دمیده شد. در ششمین ساعت همه نام‌ها را به او آموختند. در هفتمین ساعت حوا آفریده شد. در نهمین ساعت خوردن از میوه درخت معرفت منع شدند و در دهمین ساعت گناه کردند. در یازدهمین ساعت محاکمه و در دوازدهمین ساعت بیرون شدند. خدا برای خلق آدم با فرشتگان مشورت کرد؛ برخی از آنان به دلیل فساد و گناهانی که آدم مرتکب خواهد شد، با او مخالفت کردند اما خدا نهایتاً تصمیم گرفت آدم را خلق کند. بعد از خلقت، فرشتگان دچار خوف شدند و خواستند آدم را بپرستند اما خدا محدودیت‌های او را به ایشان نشان داد. در این مطالب همچنین گفته شده که به همه فرشتگان دستور داده شد به آدم تعظیم کنند و همه چنین کردند؛ غیر از شیطان که سرپیچی کرد به پرتگاه بی‌پایان انداخته شد و کینه آدم را به دل گرفت.
سفر پیدایش معمولاً داستان شخصیت‌ها را تا نقطه‌ای از اتفاقات مربوط به آنان روایت می‌کند و سپس بدون تکمیل داستان، به سراغ شخصیت دیگری می‌رود. قصه آدم نیز تا بیرون‌شدنش از باغ عدن ادامه دارد و هیچ مطلبی دربارهٔ زندگی‌اش در زمین یافت نمی‌شود. متون آگادا تلاش کرده‌اند این کمبود را پر کنند. به عنوان مثال، در روایتی گفته شده وقتی خورشید غروب کرد، آدم وحشت‌زده شد و با خود گفت «مار اکنون مرا نیش خواهد زد.» اما خدا به او دو سنگ داد تا آتش درست کند. میوه ممنوع را تاک، گندم، لیمو و انجیر نوشته‌اند. گناه آدم همچنین باعث شد خدا به حضور زمینی خود خاتمه دهد اما با ساخته‌شدن خیمه الهی به زمین بازگشت. همچنین در تفسیر ربانی پیدایش گفته شده آدم توبه را از قابیل یادگرفت، اما کتاب زندگی آدم و حوا می‌گوید که بعد از بیرون شدن از باغ عدن توبه کردند. اگر گناه نکرده بود، همه تورات را به او می‌دادند. پیش از تولد شیث مدتی از حوا دور بود و در همین زمان صاحب فرزندان دیگری شد که همان شیاطین بودند. در روایتی لیلیث، یکی از شیاطین، اولین همسر آدم قبل از آفرینش حوا دانسته شده است.

### خدا دانستن آدم
از متن سفر پیدایش چنین به نظر نمی‌رسد که آدم موجودی خدایی یا فرشته‌مانند بوده است. با این حال، در متون ربانی اشاره‌هایی دیده می‌شود مبنی بر اینکه گروهی وجود داشتند که آدم را همکار یهوه در زمان خلقت محسوب می‌کردند. ربی‌ها اینان را «بدعت‌گذار» نامیده‌اند و دربارهٔ آن‌ها نوشته‌اند: «ربی‌های ما به ما آموختند که آدم در شبات (بعد از همه مخلوقات) آفریده شد. چرا؟ تا مبادا بدعت‌گذاران بگویند تبارک القدوس (یهوه) در کار آفرینش شریک داشت.» به نظر می‌رسد متون گنوسیستی نیز این را تأیید می‌کنند زیرا در این منابع گفته شده تمام مخلوقات از «آداماس» به وجود آمده‌اند. در منابع اولیه مسیحی نیز گاه آدم را همکار خدا محسوب کرده‌اند. ظاهراً دو انسان مجزایی که فیلون در دو روایت آفرینش موجود در سفر پیدایش می‌بیند، در واقع ریشه در همین مفهوم دارد. دروغ‌نامیدهٔ موسوم به «عهد ابراهیم» که به ابراهیم منسوب است، حتی پا را فراتر گذاشته و آدم را «بر تخت نشسته در آسمان، غرق در شکوه و با ظاهری وحشت‌آفرین مانند خداوند» توصیف کرده که شباهتش به توصیف حزقیال از یهوه به وضوح مشخص است.

### مسیحیت
مسیحیت آدم را اولین بشر می‌داند. اهمیت آدم در مسیحیت از اهمیت او در یهودیت باستانی بسیار بیشتر بوده زیرا باب‌های ۱ و ۲ سفر پیدایش، به خصوص ماجرای گناه آدم و اخراجش از بهشت، یکی از پایه‌های اساسی رابطه انسان و خدا در عقاید مسیحی محسوب می‌شود. او که در آغاز آفرینش فضیلت‌های بسیاری (مثل نداشتن شهوت) دارا بود، با انجام «گناه نخستین» همه را از دست داد و سپس ذات فاسد شده خود را به همه نوادگانش منتقل کرد. تنها با آمدن عیسی، موسوم به «آدم آخر» یا «آدم دوم» بود که انسان به شکوه و کمال اصلی خود بازگشت زیرا «همان‌طور که در آدم همه می‌میرند، در مسیح همه زنده خواهد شد.» (اول قرنتیان، ۱۵:۲۲) مسیحیان شباهت‌های دیگری نیز میان آدم و عیسی رسم کرده‌اند؛ مثلاً درخت حیات در باغ عدن به درخت صلیب تشبیه شده است.
به گفته یک روایت مسیحی، آدم در غار مخپلا دفن نشده، بلکه جسدش در گلگتا قرار دارد. زمانی که عیسی را مصلوب کردند، خون او بر قبر آدم جاری شد. یکشنبه قبل از کریسمس در مسیحیت ارتدکس شرقی به آدم و حوا تعلق دارد. تفسیرهای ربانی یهودی نافرمانی آدم را یکی از چند شورش انسان علیه خدا محسوب کرده‌اند که این مضمون در آثار پدران کلیسا نیز دیده می‌شود. آگوستین دربارهٔ اینکه چرا خدا با اینکه می‌دانست وسوسه‌شدن آدم منجر به سقوط او خواهد شد، اجازه داد چنین اتفاقی رخ دهد، می‌نویسد: «نمی‌توانم عمق خرد الهی را درک کنم و اعتراف می‌کنم جواب از قدرت من خارج است. شاید دلیل پنهانی وجود داشته است که فقط کسانی آن را می‌دانند که از من بهتر و مقدس‌ترند.» آگوستین غرور آدم یا عجله او برای دستیابی به خرد را از دلایل احتمالی سقوط او می‌دانست.

### مانویت
در مانویت، آدم و حوا با آمیزش جنسی اشقلون و نمرائیل به وجود می‌آیند و اولین انسان‌ها هستند. افسانه آفرینش مانوی از این قرار است که رسول ثالث سوار بر کشتی نور (ماه) خود را به گنبد آسمان رساند و رویِ زنانه بدن خود را به شکل «باکره نور» برهنه کرد و به آرکون‌های مذکر نشان داد اما با آرکون‌های مؤنث چون پسر جوانی لخت دیدار کرد. آرکون‌های مذکر با دیدن بدن برهنه او تحریک شدند و اسپرم‌های نور از آنان خارج شد و بر روی زمین ریخت و گیاهان به وجود آمدند. آرکون‌های مؤنث از قبل حامله بودند و وقتی زیبایی او را دیدند، جنین‌های خود را که دیو بودند، به صورت زودرس زاییدند و به زمین فرستادند؛ از این دیوان، حیوانات پدید آمدند. سپس آز (شهوت) دیوی نر به نام اشقلون و دیوی ماده به نام نمرائیل را انتخاب کرد که دیوان مذکور را بخورند تا نور آن‌ها را جذب کنند. وقتی آنان را خوردند، تمام نور فرزندان آرکون‌ها در اشقلون و نمرائیل جمع شد و وقتی اینان با هم آمیزش کردند، صاحب فرزندانی به نام آدم و حوا شدند. بدین ترتیب، بشر در باور مانوی از نسل دیوان است و در پروسه‌ای متشکل از آدم‌خواری و رابطه جنسی به وجود آمده است.

### منداییه
در آیین منداییه، آدم را بنیان‌گذار دین و نخستین پیامبر می‌دانند. او ماندا (دانش) و راه واقعی روشنگری را بشارت می‌دهد، همچنین او را مروج کوشتا یا حقیقت الهی نیز می‌دانند.

### اسلام
در اسلام آدم «ابوالبشر» (پدر انسان‌ها) و اولین پیامبر محسوب می‌شود. آدمِ قرآن شخصیت مثبت‌تری نسبت به آدم سفر پیدایش است. به گفته قرآن، هنگامی که خدا زمین و آسمان‌ها را آفرید، به فرشتگان گفت: «می‌خواهم در زمین خلیفه‌ای (نایب) بگمارم.» و آنان پاسخ دادند: «کسی را در زمین قرار خواهی داد که فساد خواهد کرد، در حالی‌که ما تو را ستایش می‌کنیم؟» خدا سپس آدم را از گل به وجود آورد و همه نام‌ها را به او آموخت اما فرشتگان آن نام‌ها را نمی‌دانستند و آدم به ایشان تعلیم داد. خدا از فرشتگان خواست به آدم سجده کنند؛ همه سجده کردند، غیر از ابلیس زیرا خود را که از «آتش» بود برتر از آدم که از گل بود می‌دانست. در نتیجه ابلیس از بهشت رانده شد. آدم و همسرش در بهشت ساکن شدند و تنها محدودیت این بود که نزدیک «این درخت» نشوند. در ادامه به بیرون رانده شدن آدم از بهشت پرداخته شده است؛ شیطان به آدم و حوا خبر داد که لخت هستند و به آنان گفت اگر از آن درخت بخورند، فرشته و جاودان خواهند شد. پس آنان از درخت خوردند و لختی خود را دیدند و با برگ خود را پوشاندند. در اثر این اتفاق، خدا آن‌ها را به زمین فرستاد تا چون دشمن زندگی کنند اما وقتی آدم درخواست بخشش کرد، خدا از او گذشت. قرآن همچنین می‌گوید آدم در کنار عیسی تنها کسانی بودند که به شیوه‌ای متفاوت متولد شدند. مسلمانان اعتقاد دارند الله شبیه هیچ‌کدام از آفریده‌هایش نیست. اکثر مفسران خلیفه نامیده‌شدن آدم را نشانه جانشین خدا بودن او در زمین می‌دانند. مفسرانی چون فخر رازی گفته‌اند پیش از آدم جن‌ها در زمین ساکن بوده‌اند.

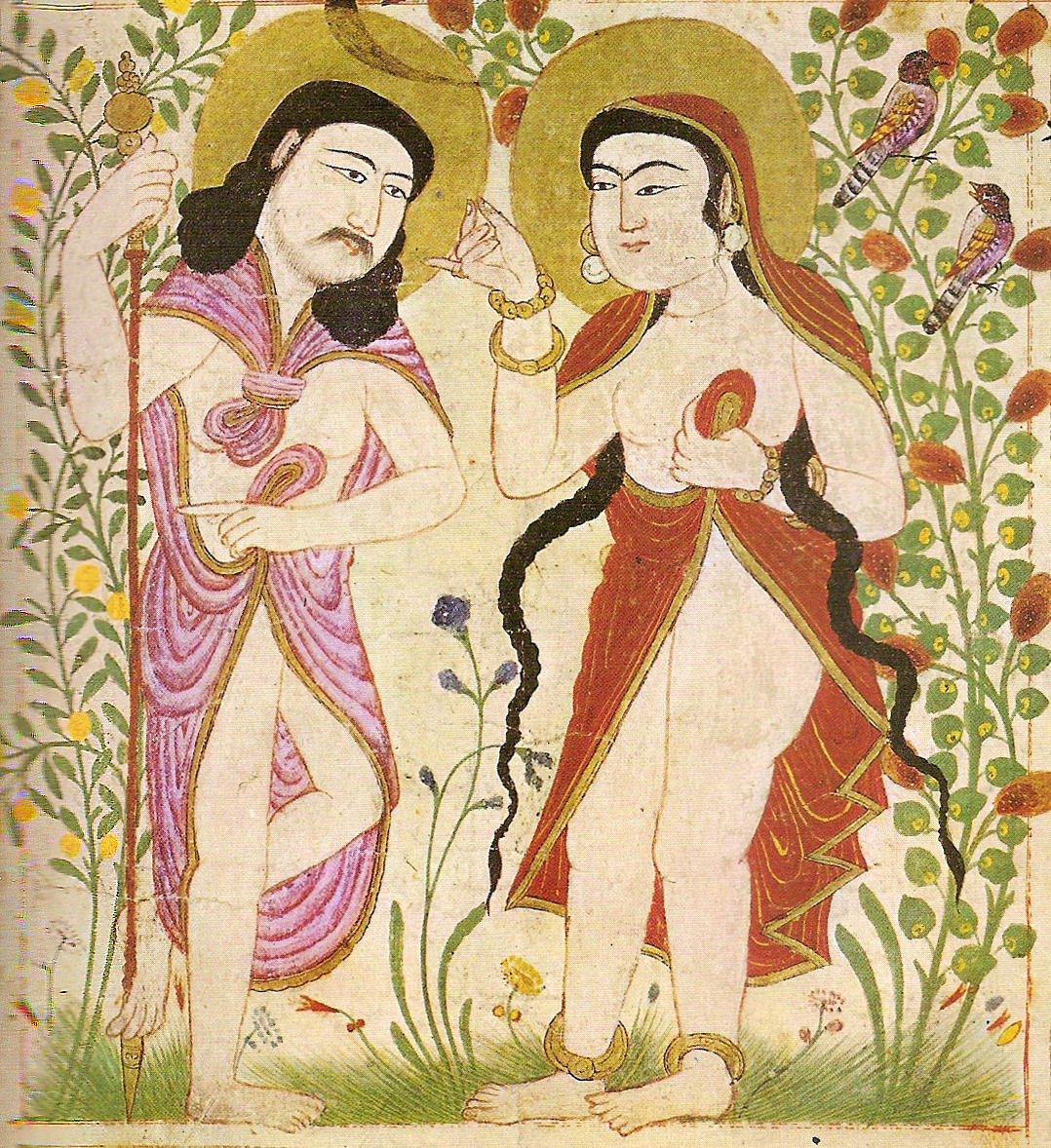
آدم و حوا در منافع‌الحیوان، تهیه شده در مراغه، ایران دوره مغول

برخی از عناصر قصه قرآنی در کتاب مقدس یافت نمی‌شوند، بلکه ریشه در مطالب سنتی یهودی و مسیحی دارند. صحبت خدا با فرشتگان قبل از خلق آدم و برتری آدم به دیگر موجودات به دلیل دانشش دربارهٔ نام‌ها در تفسیر میدراشی سفر پیدایش هم وجود دارد. در متون یهودی سجده فرشتگان بر آدم دستور خدا نیست، بلکه آنان قصد داشتند آدم را چون خدایی عبادت کنند اما خدا آدم را با خواب برد تا مانع آنان شود. آتاناسیوس، از قدیسان قرون اولیه مسیحیت، در نوشته‌های خود به عقیده‌ای مبنی بر اینکه شیطان به دلیل سجده نکردن از بهشت رانده شد اشاره کرده است. در کتاب زندگی آدم، میکائیل به آدم سجده می‌کند و از دیگر فرشتگان هم می‌خواهد که چنین کنند و این عمل به‌طور ضمنی توسط خدا تأیید می‌شود. به گفته کتاب سریانی غار گنجینه‌ها، خدا به آدم سلطه بر همه جانداران را اعطا کرد و تمامی فرشتگان آدم را عبادت کردند، غیر از شیطانِ حسود که از بهشت رانده شد.
در ادبیات پسا قرآنی مسلمانان، شامل تفاسیر قرآن، کتاب‌های تاریخ، قصص الانبیاء و احادیث، قصه‌های آدم بسط داده شده و تأثیر متون یهودی و مسیحی بر این روایات نیز مشهود است. در این داستان‌ها گفته می‌شود که جبرئیل و میکائیل برای آوردن گل به زمین فرستاده شدند اما زمین راضی نشد به آن‌ها گل بدهد، در نتیجه فرشته مرگ را فرستادند و او گل قرمز، سیاه و سفید با خود آورد که منشأ تفاوت رنگ پوست انسان‌ها دانسته شده است. قبل از اینکه خدا در آدم بدمد، ابلیس از دهان وارد و از مقعد او خارج شد. در حدیثی از محمد، گفته شده که گل سر آدم از کعبه، سینه از بیت‌المقدس، ران‌ها از یمن و باقی اعضا از سایر نقاط جهان آورده شد. افسانه مشابهی در متون یهودی گل بدن آدم را از خاک معبد سلیمان دانسته است. نویسندگان مسلمان به طول بدن آدم و زیبایی او نیز اشاره کرده‌اند. در متون یهودی تنها مار است که آدم را وسوسه می‌کند، در متون مسیحی شیطان در دهان مار صحبت می‌کند اما در قرآن فقط به شیطان اشاره شده است. این می‌تواند نشان‌دهنده تأثیر متون مسیحی بر قصه قرآنی آدم باشد. همچنین امیة بن ابی‌الصلت، رقیب و معاصر محمد، مار را مسبب نافرمانی آدم می‌دانست، نه شیطان را. نویسندگان متاخر مسلمان مار را نیز به روایت افزوده‌اند. میوه ممنوعه در متون یهودی انگور، گندم یا انجیر است که سنت‌های مسیحی و اسلامی و تفاسیر قرآن نیز همین‌ها یا گاه میوه‌های دیگری را ذکر کرده‌اند. مشابه افسانه‌ای که ابداع مراسم‌های یهودی را به آدم نسبت داده، در متون اسلامی نیز به ساخت کعبه توسط آدم اشاره شده است. بر پایهٔ قصص الانبیاء، آدم پس از رانده‌شدن از بهشت بر کوه آدم در سراندیب فرود آمد، و در آنجا جبرئیل کشاورزی به او آموخت، و برای همین در باور عامه کشاورزی را قدیمی‌ترین پیشهٔ انسان می‌دانند و آدم را نخستین معلم و انجام‌دهندهٔ آن.
منابع اسلامی به فرزندان آدم و حوا نیز پرداخته‌اند. اولین فرزند آنان قابیل و بعدی هابیل بود. هر کدام از اینان یک خواهر دوقلو داشت که با دیگری ازدواج کرد. قابیل به هابیل رشک برد و او را به قتل رساند. فرزند محبوب و جانشین آدم، شیث بود. او فرزندان بسیار دیگری هم داشت که نام یکی عبدالحارث بود. به گفته ثعالبی، تعداد فرزندان آدم تا زمان مرگش به ۴۰ هزار تن رسیده بود. در روایتی، پنج تن از خدایان عرب فرزند آدم بودند که ابلیس بت آن‌ها را ساخت و نسل‌های بعدی شروع به پرستششان کردند. او قرار بود هزار سال عمر کند، اما وقتی شنید داوود عمر کوتاهی خواهد داشت، ۴۰ سالش را به او بخشید. مطلب مشابهی در منابع یهودی نیز وجود دارد. آدم در روز جمعه، ششم نیسان در سال ۱ خلق و همان روز از بهشت رانده شد. سال مرگش را نیز به همین ترتیب، جمعه، ششم نیسان نوشته‌اند. بعد از مرگ در غاری در نزدیکی مکه دفنش کردند و در زمان طوفان جسدش را به اورشلیم بردند. مطلب مشابهی در متون مسیحی وجود دارد که بعد از طوفان جسد آدم را به گلگتا بردند. مانند مسیحیان که عیسی را «آدم دوم» می‌دانند، مسلمین نیز آدم را رسول اول و محمد را رسول خاتم محسوب می‌کنند.

### بهائیت
در بهائیت نیز داستان آدم و حوا نمادین و استعاری محسوب می‌شود. عبدالبهاء در مفاوضات خوانش تحت‌اللفظی داستان را صحیح ندانسته و از این می‌گوید که این قصه حاوی «اسرار الهی» است. به گفته او، آدم نشانه «روح آسمانی»، حوا نشانه «روح انسان»، درخت معرفت نشانه «جهان بشری» و مار نشانه «دنیادوستی» است. نتیجتاً، هبوط آدم نماد نحوه آگاهی یافتن انسان از نیک و بد است. در بیانی دیگر، آدم و حوا نشانه اراده و حکمت خدا و دو مرحله آغازین از هفت مرحله آفرینش الهی هستند.

## در فلسفه
فلاسفه هلنیستی و یهودیِ قرون وسطی آدم را «نمونه اولیه» بشر و داستان او را تمثیلی از وضعیت انسان محسوب می‌کردند. هر چند فیلسوف‌های یهودی برداشتی استعاری از این داستان داشتند اما به نظر می‌رسد بیشتر آن‌ها فکر می‌کردند این داستان تاریخی است. فیلون در خوانشی افلاطونی از روایت پیدایش، ماجرای آفرینش دو انسان مختلف را می‌بیند؛ یکی مردی آسمانی که در «تصویر خدا» خلق شده و دیگری مردی زمینی که با گِل به او شکل داده‌اند. او مرد آسمانی را غیر مادی و مرد زمینی را ترکیبی از عناصر مادی و غیر مادی (تن و ذهن) می‌یافت و اعتقاد داشت ذهن انسان است که در «تصویر خدا» آفریده شده است. فیلون آدم، حوا، مار و میوه ممنوع را کاملاً استعاری می‌دانست. این برداشت او به‌طور مستقیم بر فلاسفه یهودی بعد از او اثرگذار نبود. با این حال، شباهت‌هایی میان آنچه او گفته و برداشت‌ها از آدم در فلسفه یهودی قرون وسطی دیده می‌شود.
به گفته یهودا هلوی، آدم از نظر جسمی و ذهنی دارای کمال بود. او علاوه بر اینکه بیشترین خرد را میان تمام انسان‌ها داشت، صاحب قدرت الهی هم بود؛ قدرت الهی در نظر هلوی توانایی ایجاد ارتباط با خداست. این قدرتِ آدم نسل اندر نسل میان مردم اسرائیل منتقل شده و همین است که آن‌ها را از سایر مردمان متمایز می‌کند. ابن میمون، فیلسوف یهودی اندلسی، اعتقاد داشت منظور از خلقت آدم در «تصویر خدا»، آفرینش عقل اوست زیرا خرد انسان یادآور خرد الهی است. ابن میمون برخلاف هلوی بر این باور بود که قدرت ارتباط با خدا با خرداندوزی قابل دستیابی است. یوسف آلبو آفرینش آدم را هدف نهایی خلقت می‌دانست و وظیفه همه مخلوقات را خدمت به او محسوب می‌کرد. آلبو نیز برداشتی استعاری از این داستان داشت و آن را نمادی از «اقبال انسان در این جهان» می‌یافت؛ آدم نماد بشر، باغ عدن نماد دنیا، درخت معرفت نماد تورات و مار نماد تمایلات شیطانی. او معتقد بود بیرون‌شدن از باغ به دلیل خوردن میوه استعاره از مجازات انسان به دلیل تخطی از فرامین الهی است.
فلاسفه نوافلاطونی و عارفان مسلمان اعتقاد داشتند که آدم و حوا از دو ترکیب خرد و جسم آفریده شدند. به اعتقاد این فیلسوفان، در سلسله مراتب این ترکیب، خرد در جایگاه بالاتری نسبت به جسم قرار دارد. برداشت نمادین میان عارفان نیز رایج بوده و از قرن چهارم هجری، داستان آدم را نه به صورت ساده اولیه، بلکه به زبان رمز و راز تفسیر می‌کردند. حسین منصور حلاج با توجه به حدیث «خلق‌الله آدم علی صورته» (منسوب به محمد)، اعتقاد داشت الله آدم را به صورت خداگونه آفریده است. ابومحمد روزبهان بقلی شیرازی بر آن بود که آدم نمونه نوع بشر و آینه جمال الله است؛ پس سالک نیز باید به دنبال آن باشد که آینه خدا باشد. روزبهان «آموختن نام‌ها» را به معنای فراگرفتن علم لدنی تعبیر می‌کرد. ابن عربی عمق بیشتری به برداشت نمادین و تاویلی داده و می‌گوید پیش از آفرینش آدم، هر موجودی مظهر یکی از صفات الهی بود اما آدم مظهر تمام صفات خداست. محمود شبستری آدم را «رمز حقیقت انسانی» می‌داند.

## در ادب و هنر
دوش دیدم که ملائک در میخانه زدند
گل آدم بسرشتند و به پیمانه زدند

داستان آدم و حوا به دلیل ارتباط قصه به مفهوم مسیحی گناه نخستین در ادبیات غربی مورد توجه بوده است. نمایش آدم به زبان آنگلو-نورمن قدیمی‌ترین میان آثاری از این قبیل است. در نمایش‌های کرامات قرون وسطایی به زبان‌های انگلیسی، اسپانیایی و فرانسوی آدم را چون سلف عیسی نمایانده‌اند. هانس زاکس، شاعر آلمانی، در نمایشی کمدی به سال ۱۵۵۰ یکی از قدیمی‌ترین آثار پروتستانی دربارهٔ آدم را به روی صحنه برد. آدم (۱۶۱۳) از جامباتیستا آندرینی، بازیگر و نمایشنامه‌نویس ایتالیایی، بر بهشت گمشده (۱۶۶۷) از جان میلتون اثرگذار بود و جان درایدن از بهشت گمشده برای خلق اپرای بی‌گناهی و هبوط انسان الهام گرفت. آدم در تبعید (۱۶۰۱) از هوگو گروتیوس و تبعید آدم (۱۶۶۴) از یوست فان دن وندل از دیگر آثار ادبی مهم رنسانسی دربارهٔ آدم هستند. تراژدی انسان (۱۸۶۲) از نویسنده مجار ایمره ماداخ، آدمِ خالق (۱۹۲۷) از نویسندگان اهل چک یوزف و کارل چاپک، نمایشنامه طنز و انتقادی افسانه آفرینش از صادق هدایت و یاطالع الشجرة از نمایشنامه‌نویس مصری توفیق الحکیم از جمله آثاری هستند که در قرون معاصر به آدم پرداخته‌اند.
فرسکوهای ناپل در ایتالیا (قرن دوم میلادی)، دورا اروپوس در سوریه و نقش‌هایی بر روی تابوت‌دان‌های رومی از قدیمی‌ترین نمایش‌های آدم در هنر هستند. در قرون وسطی هنرمندان علاقه بسیاری به آفرینش آدم و هبوط او نشان داده‌اند و آثاری زیادی در این زمینه باقی مانده است. با نو شدن علاقه به زیبایی‌های بدن انسان در قرن پانزدهم میلادی، به خصوص در ایتالیا، هنرمندان مختلفی برهنگی را در چاچوب دینی نمایش دادند. معروف‌ترین اثر در این سبک، آفرینش آدم (۱۵۱۱) از میکل‌آنژ است که روی سقف کلیسای سیستین دیده می‌شود. در این نقاشی، آدم تازه خلق شده بر روی تخته‌سنگی نشسته، در حالی که آفریدگار به همراه سپاه آسمان دستش را به سوی او دراز کرده است. مازاتچو، رافائل و تینتورتو نیز آثاری در این زمینه خلق کرده‌اند. نمایش آدم در نقاشی در قرون بعدی نیز ادامه پیدا کرد که از جمله این آثار، سه‌گانه آفرینش، بهشت و رانده‌شدن از عدن از مارک شاگال است.

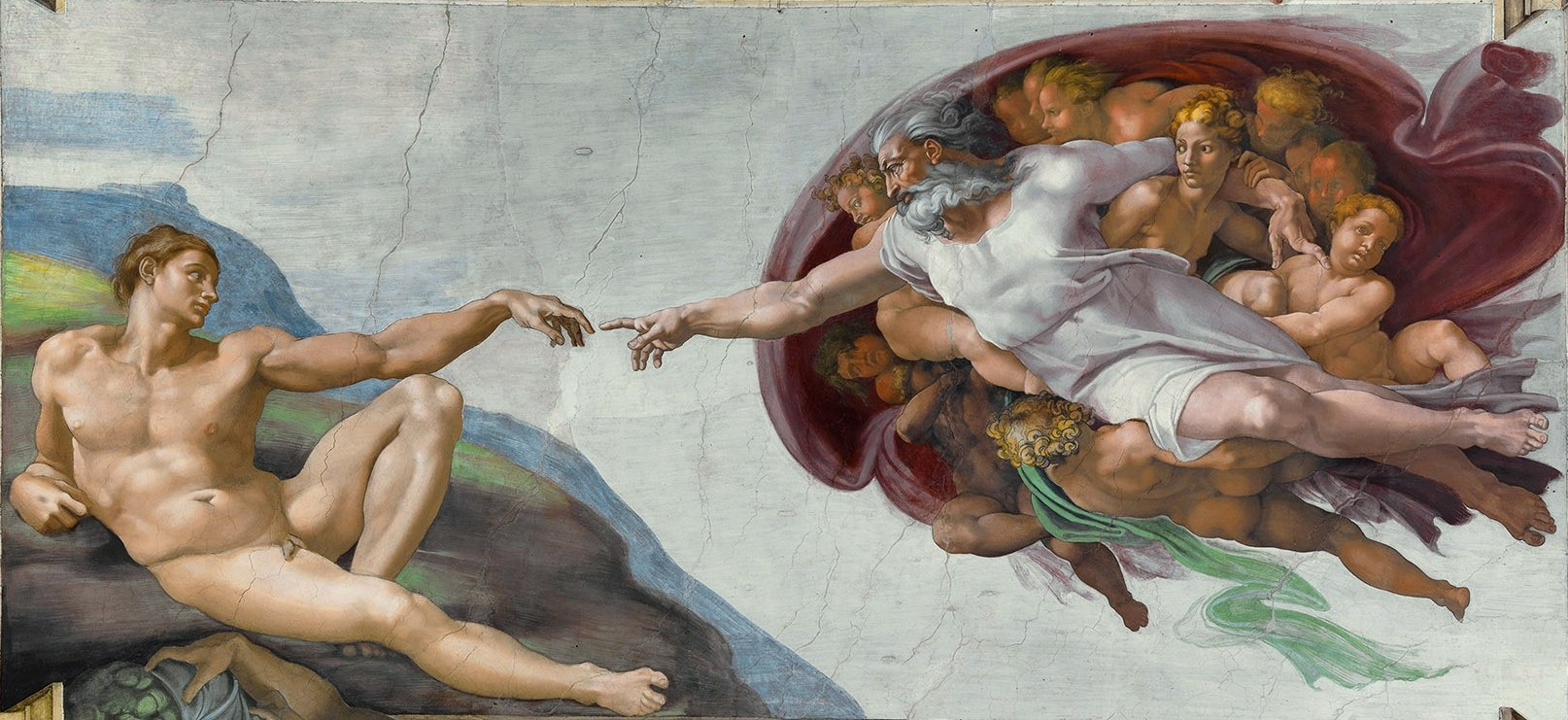
آفرینش آدم از میکل‌آنژ

در موسیقی، بهشت گمشده میلتون منبع الهام لیبرتوهای بسیاری بوده است که می‌توان مرگ آدم (۱۷۵۷) از فریدریش گوتلیب کلپشتوک را به عنوان نمونه نام برد. اولین اوراتوریوی آنتون روبینشتاین بهشت گمشده (۱۸۵۸) نام داشت و بوتسی ایتالیایی در سال ۱۹۰۳ اثری به همین نام خلق کرد. عدن (۱۸۴۸) از فردیناند داویت و راز حوا (۱۸۷۵) از ژول ماسنه از جمله حضور آدم در موسیقی فرانسوی هستند. آدم و حوا (۱۹۵۱) از آهنگساز آمریکایی اورت هلم اقتباسی مدرن از نمایشی قرن دوازدهمی است.
حضور آدم در سینما به سال‌های آغازین این صنعت بازمی‌گردد. در سال ۱۹۱۲، دو فیلم کوتاه به نام‌های درخت معرفت و آدم و حوا بر روی پرده رفتند. ۳ سال بعد، فیلم‌های دیگری به نام‌های فرزندان آدم، میوه ممنوع و آدم و حوای جدید ساخته شد. در هفده فیلم محصول سال ۱۹۱۸، اشاراتی به طرق مختلف به آدم و حوا دیده می‌شود. بیشتر این فیلم‌ها آدم و حوا را لخت نشان می‌دادند و واتیکان در سال ۱۹۲۰ به همین دلیل رسماً اعتراضش را ابراز کرد. گفته می‌شود پاپ بندیکت پانزدهم چنان از دیدن برهنگی آدم و حوا در فیلم لا بیبیا آشفته شد که تلاش کرد آن را نابود کند و نهایتاً به ممنوعیت آن برای کاتولیک‌ها بسنده کرد. انجمن سینمایی آمریکا مطابق نظامنامه تولید تصاویر متحرک، بین سال‌های ۱۹۳۰ تا ۱۹۶۸ به دلیل نمایش برهنگی از ساخت چندین فیلم دربارهٔ آدم جلوگیری کرد. زمانی که میکی رونی زندگی خصوصی آدم و حوا (۱۹۶۰) را ساخت مأمور بازرسی به نمایش ناف بازیگر زن ایراد گرفت. جان هیوستون در سال ۱۹۶۶ موفق شد در فیلم کتاب مقدس آدم و حوا را برهنه نشان دهد، هر چند از نمایش صریح بدن آن‌ها اجتناب شد. در همین فیلم برای حل مشکل تناقض موجود در متن داستان که به دلیل ترکیب دو قصه مختلف ایجاد شده، ابتدا راوی تا ۱:۲۶ را بازگو می‌کند و سپس آیاتی که میان آن آیه تا ۲:۷ وجود دارد نادیده می‌گیرد. مجدداً، در زمان آفرینش زن به آیه ۱:۲۷ بازمی‌گردد. نمایش داستان آدم و حوا در فیلم و سریال از آن زمان تا به امروز ادامه داشته است.